# Supercupa României (handbal feminin)
Supercupa României la handbal feminin este o competiție oficială de handbal rezervată senioarelor, organizată de Federația Română de Handbal și la care participau inițial câștigătoarea Ligii Naționale și cea a Cupei României, cu excepția ediției 2010-2011, care s-a desfășurat într-un format cu patru echipe (Final four). Formatul cu patru echipe a fost reluat odată cu ediția 2022-2023.
Supercupa României este un turneu periodic și, cu excepția primelor două ediții, a fost organizat anual. 

## Istoric
Prima ediție a Supercupei României a avut loc la Chiajna, pe data de 8 august 2007, când CS Oltchim Râmnicu Vâlcea și-a adjudecat trofeul în fața echipei Rulmentul Brașov. Deoarece Oltchim câștigase în anul competițional 2006-2007 atât cupa, cât și campionatul României, Federația Română de Handbal a decis ca formația din Râmnicu Vâlcea să joace meciul împotriva echipei brașovene, clasată pe locul doi în Liga Națională.
Următoarea ediție a Supercupei a fost organizată abia pe 6 august 2011.

## Ediții
Tabelul de mai jos reprezintă o sintetizare a edițiilor Supercupei României. Datele principale sunt preluate din enciclopedia „Istoria Jocului”, întocmită de profesorul Constantin Popescu, președintele Comisiei de Istorie și Statistică a Federației Române de Handbal. Enciclopedia este disponibilă spre consultare pe pagina oficială a FRH.
| Perioadă                  | Gazdă                                               |                        | Clasament final         | Clasament final   | Clasament final | Clasament final |
| Perioadă                  | Gazdă                                               | Echipa câștigătoare    | Locul 2                 | Locul 3           | Locul 4         |                 |
| ------------------------- | --------------------------------------------------- | ---------------------- | ----------------------- | ----------------- | --------------- | --------------- |
| 23–24 august 2025 Detalii | TeraPlast Arena, Bistrița                           |                        |                         |                   |                 |                 |
| 22–23 august 2024 Detalii | Pitești Arena, Pitești                              | CSM București          | CS Gloria 2018 Bistrița | HC Dunărea Brăila | Rapid București |                 |
| 26–27 august 2023 Detalii | Pitești Arena, Pitești                              | CSM București          | Rapid București         | HC Dunărea Brăila | CSM Târgu Jiu   |                 |
| 23 august 2022 Detalii    | Sala Polivalentă Ioan Kunst Ghermănescu, București  | CSM București          | Rapid București         |                   |                 |                 |
| 29 august 2021 Detalii    | Sala Polivalentă „Danubius”, Brăila                 | SCM Gloria Buzău       | CSM București           |                   |                 |                 |
| 6 septembrie 2020 Detalii | Sala Polivalentă Ioan Kunst Ghermănescu, București  | SCM Râmnicu Vâlcea     | CSM București           |                   |                 |                 |
| 25 august 2019 Detalii    | Sala Sporturilor „Dumitru Popescu Colibași”, Brașov | CSM București          | SCM Râmnicu Vâlcea      |                   |                 |                 |
| 25 august 2018 Detalii    | Sala Polivalentă Ioan Kunst Ghermănescu, București  | SCM Râmnicu Vâlcea     | CSM București           |                   |                 |                 |
| 3 septembrie 2017 Detalii | Sala Polivalentă Ioan Kunst Ghermănescu, București  | CSM București          | SCM Craiova             |                   |                 |                 |
| 3 septembrie 2016 Detalii | Sala Polivalentă Ioan Kunst Ghermănescu, București  | CSM București          | CSM Roman               |                   |                 |                 |
| 19 august 2015 Detalii    | Sala Polivalentă Ioan Kunst Ghermănescu, București  | HCM Baia Mare          | CSM București           |                   |                 |                 |
| 26 august 2014 Detalii    | Sala Sporturilor „Dumitru Popescu Colibași”, Brașov | HCM Baia Mare          | HCM Roman               |                   |                 |                 |
| 7 septembrie 2013 Detalii | Sala Rapid, București                               | HCM Baia Mare          | „U” Jolidon Cluj        |                   |                 |                 |
| 5–6 august 2011 Detalii   | Sala Sporturilor Horia Demian, Cluj                 | Oltchim Râmnicu Vâlcea | HC Zalău                | „U” Jolidon Cluj  | CSM București   |                 |
| 8 august 2007 Detalii     | Sala Sporturilor, Chiajna                           | Oltchim Râmnicu Vâlcea | Rulmentul Brașov        |                   |                 |                 |

Edițiile din anii competiționali 2007–08, 2008–09, 2009–10 și 2011–12 nu s-au organizat.

## Trofee după echipă
| Echipă                    | Număr de trofee | Anii obținerii trofeelor           |
| ------------------------- | --------------- | ---------------------------------- |
| CSM București             | 6               | 2016, 2017, 2019, 2022, 2023, 2024 |
| HCM Baia Mare             | 3               | 2013, 2014, 2015                   |
| CS Oltchim Râmnicu Vâlcea | 2               | 2007, 2011                         |
| SCM Râmnicu Vâlcea        | 2               | 2018, 2020                         |
| SCM Gloria Buzău          | 1               | 2021                               |